# Georg Wolfgang Druckenmüller
Georg Wolfgang Druckenmüller (* 21. Mai 1628 in Waldenburg (Hohenlohe); † 2. August 1675 in Schwäbisch Hall) war ein deutscher Organist und Komponist. Er gehörte zu einer aus Schwaben stammenden Musikerfamilie, deren Nachkommen über mehrere Generationen in Norddeutschland wirkten.

## Biografie
Georg Wolfgang Druckenmüller war Mitglied einer schwäbischen Musikerfamilie, deren Nachname auch in den Schreibweisen Drukkenmüller, Truckenmüller oder Trockenmüller erwähnt wird. Er war der dritte Sohn des am hohenlohischen Hofe wirkenden Zinkenisten und Hofmusicus Johann Druckenmüller; auch seine Brüder wurden Musiker. Er war der Großvater des Komponisten Christoph Wolfgang Druckenmüller.
In Waldenburg geboren, erhielt er von 1642 bis 1647 seine erste musikalische Ausbildung bei Georg Dretzel, der auch sein Amtsvorgänger in Schwäbisch Hall war. Nach seiner Ausbildung war er in Colditz als Organist beschäftigt. Es folgten drei weitere Jahre des Studiums bei Heinrich Scheidemann in Hamburg. Er übernahm 1652 an der Michaelskirche in Schwäbisch Hall das Organistenamt und starb ebenda. Sein Nachfolger wurde der Organist Samuel Welter (1650–1720).

## Werke
- Suite in G-Dur (Einspielung aus der Andreaskirche in Berlin durch Juliane Laake, Ensemble Art d’Echo: Golden Age In Brandenburg. Deutschlandradio/Querstand, 2016)[6]
- Musicalisches Tafel-Confect bestehend in VII partyen, Balleten, Allemander, Couranten, Sarabanden etc. denen Liebhabern zur Belustigung aufgesetzt. 1668.[1][2]
- Nun lob mein Seel den Herren: Choralsatz.[7]
- 3 Lieder. In: Ph. von Zesen: Gekreutzigter Liebesflammen Vorschmack. 1653.[1]
- Carmen lugubre Jammer, Elend, Angst und Schmertzen, Trauermusik für Eleonora Magdalena von Hohenlohe. Schwäbisch Hall 1657, Laidigen.[1]
- Trost-Gesänglein Wie köndt, ihr meine Lieben, doch führen solche Klag. 5v., 1662.[1]
- Fürchtet euch nicht.[1]